# 長尾宇迦
長尾 宇迦（ながお うか、1926年2月3日 - 2018年1月2日）は、日本の作家。

## 生涯
大連市生まれ。本籍山口県。本名・豊。國學院大學卒。盛岡市で高校教師を務めるかたわら、同人誌『東北文脈』を発刊。 
1958年「白い寒波」で岩手日報新聞小説賞、1964年「山風記」で小説現代新人賞受賞。1971年初の著書を刊行、1987年「幽霊記―小説・佐々木喜善」で直木賞候補。 
歴史に埋もれた人物を描くことが多い。 

## 著書
- 『山風記』講談社 1971
- 『野の人伝 1 岩手感慨集 1』万葉堂出版 1975
- 『鬼の棲む里』講談社 1978
- 『善知鳥の鼓』講談社 1980
- 『北上川愁色』講談社 1981
- 『風ささやく遠野』桐原書店 Rambling guide 1981
- 『ガンマン春秋 「野の人伝」シリーズ1』杜陵高速印刷出版部 1984
- 『つつじの園 「野の人伝」シリーズ2』杜陵高速印刷出版部 1984
- 『陣場台熱球譜 「野の人伝」シリーズ3』杜陵高速印刷出版部 1984
- 『雪のアスピーテ 「野の人伝」シリーズ4』杜陵高速印刷出版部 1984
- 『岩月おはら節 「野の人伝」シリーズ5』杜陵高速印刷出版部 1984
- 『幇間記』文藝春秋 1989
- 『籠の鳥 小説・鳥取春陽』文藝春秋 1993
- 『山峡絶唱 小説・西塔幸子』講談社 1996
- 『業句の海 小説・俳人下山逸蒼』読売新聞社 1997
- 『戊辰秘策 小説・輪王寺宮公現』新人物往来社 1998
- 『元禄津軽節』新人物往来社 1999（大石無人とその子・良麿を描く）
- 『西行法師北行抄』PHP文庫 2004
- 『津軽南朝秘聞』新人物往来社 2006（北畠顕成とその子孫を描く）
- 『幽霊記 小説『遠野物語』』新人物往来社,新人物文庫 2010